# Taboleiro Grande
Taboleiro Grande är en kommun i Brasilien.   Den ligger i delstaten Rio Grande do Norte, i den östra delen av landet, 1 500 km nordost om huvudstaden Brasília. Antalet invånare är 2 317.
Omgivningarna runt Taboleiro Grande är huvudsakligen savann. Runt Taboleiro Grande är det glesbefolkat, med 15 invånare per kvadratkilometer.